# 葉芸来
葉 芸来（よう うんらい、 Yè Yúnlái、? - 1861年）は、太平天国の指導者の一人。
広西省出身。金田蜂起に参加したの古参の幹部。受天福に封じられた。1858年より英王陳玉成の部に属し、安徽省・湖北省・江西省を転戦し、1859年には受天安に封ぜられた。1860年より張朝爵とともに数万人を率いて重要拠点の安慶の守備についた。しかし安慶は湘軍に水陸から包囲され、部下の程学啓や丁汝昌は投降し、陳玉成らの援軍も湘軍に撃退された。1861年9月に湘軍が水軍の援軍を送ってきたことで城は陥落し、葉芸来は援軍の呉定彩と2万1千人の太平天国軍とともに戦死した。